# Gallenfarbstoffe

Der Gallenfarbstoff Bilirubin, ein „Biladien“, das unter physiologischen Bedingungen deprotoniert, d. h. als Anion vorliegt.

Als Gallenfarbstoffe werden lineare Tetrapyrrole bezeichnet, welche als Produkte beim Abbau von Porphyrinen, insbesondere des Häm-Anteils von Hämoglobin, entstehen. Beim Abbau der Porphyrine erfolgt eine oxidative Spaltung der α-Methinbrücke zwischen den Ringen A und B des Protohäms. Die Spaltung erfolgt mit Hilfe von mikrosomaler Hydrolasen, die unbedingt die NADPH-Ferrihämoprotein-Reduktase EC 1.6.2.4 benötigen.
Der Abbau des Hämoglobins geschieht in der Leber, die Farbstoffe werden in der Galle gespeichert und mit dem Kot und Urin ausgeschieden, wodurch deren typische Farben entstehen; sie zählen damit auch zu den Urochromen (Urinpigmente) und Koprochromen (Fäkalpigmente).

## Einteilung
Anhand des Grundkörpers der Gallenfarbstoffe und der darin enthaltenen Methingruppen wird die Gruppe in „Bilane“, „Bilene“, „Biladiene“ und „Bilatriene“ eingeteilt. In der Übersichtstabelle sind die Brücken-Methingruppen jeweils rot (– =) eingezeichnet, terminale Methingruppen in blau (– =):
| Grundkörper | Anz. Methingruppen | Farbe           | Vertreter                             | Strukturformel     |
| ----------- | ------------------ | --------------- | ------------------------------------- | ------------------ |
| Bilan       | 0                  | farblos         | Mesobilirubinogen „i-Urobilinogen“    | Mesobilirubinogen  |
| Bilan       | 0                  | farblos         | Sterkobilinogen                       | Sterkobilinogen    |
| Bilan       | 0                  | farblos         | d-Urobilinogen „d-Mesobilinogen“      | d-Urobilinogen     |
| Bilan       | 0                  | farblos         | Hydroxymethylbilan                    | Hydroxymethylbilan |
| Bilen       | 1                  | gelb bis orange | Sterkobilin                           | Sterkobilin        |
| Bilen       | 1                  | gelb bis orange | d-Urobilin „d-Mesobilin“              | d-Urobilin         |
| Bilen       | 1                  | gelb bis orange | i-Urobilin „i-Mesobilin“              | i-Urobilin         |
| Biladien    | 2                  | rot             | Bilirubin                             | Bilirubin          |
| Biladien    | 2                  | rot             | Mesobilirubin                         | Mesobilirubin      |
| Biladien    | 2                  | rot             | Phycoerythrobilin siehe Phycoerythrin | Phycoerythrobilin  |
| Bilatrien   | 3                  | grün bis blau   | Biliverdin                            | Biliverdin         |
| Bilatrien   | 3                  | grün bis blau   | Phycocyanobilin siehe Phycocyanin     | Phycocyanobilin    |

### Nummerierung
Folgende Grafik illustriert die Nummerierung der vier verschiedenen Ringe (A–D) sowie der substituierbaren Positionen: